# Dwór Woźniakowskich w Biórkowie Wielkim
Dwór Woźniakowskich w Biórkowie Wielkim – zabytkowy zespół dworsko-parkowy we wsi Biórków Wielki, zbudowany na przełomie XVIII i XIX wieku dla rodziny Woźniakowskich. Obiekt składjący się z dworu, stajni i parku został wpisany do rejestru zabytków nieruchomych województwa małopolskiego.
Dwór jest budynkiem murowano-drewnianym, z cechami stylu eklektycznego, z dwuarkadowym portykiem i werandą. Najstarsza część dworu jest parterowa, częściowo podpiwniczona. Do niej w XIX wieku dobudowano zachodnie skrzydło o dwóch kondygnacjach. W okresie międzywojennym dobudowano drewnianą werandę.
W pobliżu dworu stoi stajnia. Całość otacza malownicze historyczne założenie parkowo–ogrodowe z oryginalnymi nasadzeniami.
Do 1945 roku w dworze mieszkały kolejne pokolenia rodu Woźniakowskich. Później przeszedł na własność gminy Koniusza. Obecnie budynek jest opuszczony i mocno zdewastowany.